# Oserne (Ismajil)
Oserne (ukrainisch Озерне; russisch Озёрное Osjornoje; rumänisch Babele) ist ein Dorf im Budschak im Südwesten der Ukraine mit etwa 5300 Einwohnern (2006).
Das 1774 gegründete Dorf Oserne (zu deutsch See) befindet sich im Rajon Ismajil in der Oblast Odessa nördlich der Ortschaft Nowa Nekrassiwka am Ostufer des Jalpuhsees.
Historisch trug die Ortschaft den Namen Babel (Бабель), während der rumänischen Zugehörigkeit nach 1918 wurde sie in den 1920er Jahren nach dem im Ort geborenen rumänischen General Alexandru Averescu in General-Al.-Averescu umbenannt.
Am 14. November 1945 erhielt die Ortschaft, welche bis dahin den ukrainischen Namen Babel (Бабель) trug ihren heutigen Namen.
Am 12. Juni 2020 wurde das Dorf ein Teil der Landgemeinde Safjany; bis dahin bildete es zusammen mit dem Dorf Nowooserne (Новоозерне) die Landratsgemeinde Oserne (Озерненська сільська рада/Osernenska silska rada) im Westen des Rajons Ismajil.

## Söhne und Töchter der Ortschaft
- Alexandru Averescu (9. März 1859 – 3. Oktober 1938), rumänischer General und mehrmaliger Ministerpräsident
- Eugen Tomac (* 27. Juni 1981), rumänischer Politiker und Journalist